# Thomas Wentworth (1693–1747)

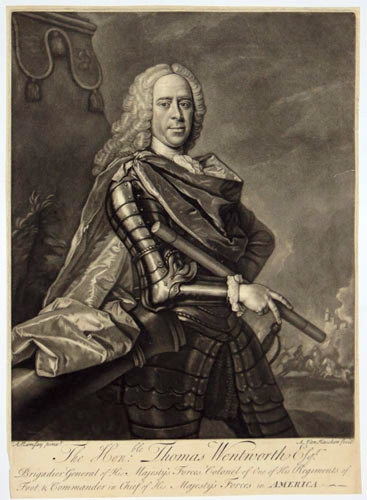
Thomas Wentworth (1747)

Thomas Wentworth (* um 1693; † 1. Dezember 1747 in Turin) war ein britischer General und Politiker.

## Leben
Thomas Wentworth entstammte der Gentry von Yorkshire und war der drittgeborene und zweitälteste überlebende Sohn von Sir Mathew Wentworth, 3. Baronet (um 1665–1706), aus dessen Ehe mit Elizabeth Osbaldeston. Er studierte ab 1710 am University College der Universität von Oxford.
Im März 1715 erwarb er ein Offizierspatent als Lieutenant des 1st Troop of Horse Grenadier Guards und trat in die British Army ein. Noch im Oktober desselben Jahres wechselte er als Captain und Lieutenant-Colonel zum 1st Regiment of Foot Guards. 1718 wurde er Lieutenant-Colonel des 23rd Regiment of Foot. 1722 wurde er Generaladjutant im Oberkommando der Streitkräfte und erhielt den Rang eines Colonel der Kavallerie. Von 1732 bis 1737 amtierte er Colonel des 39th Regiment of Foot, von 1737 bis 1745 als Colonel des 24th Regiment of Foot und von 1745 bis zu seinem Tod als Colonel des 5th Regiment of Dragoon Guards. 1739 wurde er zum Brigadier-General, 1741 zum Major-General und 1745 zum Lieutenant-General befördert. Während des War of Jenkins’ Ear (1739–1742) war er stellvertretender Oberbefehlshaber, später Oberbefehlshaber der Bodentruppen beim erfolglosen Feldzug gegen Cartagena de Indias, wobei ein Großteil der britischen Soldaten an Tropenkrankheiten starben und er in heftigen Streit mit dem Flottenbefehlshaber Vice-Admiral Edward Vernon geriet.
Zurück in der Heimat wurde er im Februar 1743 als Abgeordneter für das Borough Whitchurch in Hampshire ins britische House of Commons gewählt. Im Parlament unterstützte er die Politik der Regierung.
1744 diente er im Österreichischen Erbfolgekrieg in Flandern und 1745 nahm er an der Niederschlagung des Jakobiten-Aufstands teil.
1746 wurde Thomas Wentworth als britischer Botschafter im Herzogtum Savoyen nach Turin entsandt, wo er am 1. Dezember 1747 plötzlich und unerwartet starb.
Seine im Juli 1720 geschlossene Ehe mit Elizabet Lord, Tochter und Teilerbin des Robert Lord aus London, mit der er ein Anwesen in Sunninghill in Berkshire bewohnte, blieb kinderlos.